# Magda Leja
Magdalena Leja, ps. „Maria Radecka” (ur. 27 kwietnia 1935 w Warszawie, zm. 14 maja 2006 w Warszawie) – polska pisarka, autorka opowiadań i powieści egzystencjalnych oraz utworów dla dzieci.

## Życiorys
Studiowała na Wydziale Sztuki Uniwersytetu Warszawskiego. Debiutowała na łamach tygodnika „Po prostu”. Od 1956 do 1960 pracowała w tygodniku „Walka Młodych”, a w latach 1961–1979 w „Sztandarze Młodych”. Publikowała m.in. we „Współczesności”.
Autorka dialogów do filmu Pięciu (Polska 1964, reż.: Paweł Komorowski, Jakub Goldberg). W latach 80. była redaktorką książek II obiegu, m.in. w latach 1982–1983 należała do redakcji wydawnictwa CDN (jako nieformalny sekretarz redakcji), przygotowywała przegląd prasy dla pisma „Reduta”.
Była członkiem Związku Literatów Polskich i Stowarzyszenia Pisarzy Polskich. Otrzymała nagrodę Fundacji Polcul. Pochowana na Cmentarzu Północnym w Warszawie (kw. W-III-5, rząd 6, grób 15).

## Twórczość
- Umiejętność krzyku (Iskry 1957, 1958)
- Histeryczka (Iskry 1959)
- Listy do mojego chłopca (1960, 1962)
- Wszystko dla naszej mamy (Iskry 1963, 1966, 1969)
- Kot pięciokrotny (Ruch 1971, 1973, Krajowa Agencja Wydawnicza 1980; tłum. niemieckie: Der Fünffache Kater; tłum. Małgorzata Bester; il. Mieczysław Piotrowski; RSW „Prasa, Książka, Ruch” 1975; tłum. japońskie: きみは猫である Kimi wa neko de aru; tłum. Kazuo Yonekawa, Hisayo Sakyō; Shōbunsha, Tōkyō 1974)
- Naprawdę na niby (Ruch 1973)
- Chłopiec z wieżowca (Krajowa Agencja Wydawnicza 1975; tłum. angielskie: The boy from the skyscraper; tłum. Jerzy Brodzki, ilutr. Tomasz Bogacki; Krajowa Agencja Wydawnicza 1977; tłum. niemieckie: Der Junge vom Hochhaus; tłum. Stanisław Wołowiec, ilustr. Tomasz Bogacki; Krajowa Agencja Wydawnicza 1977)
- O chłopcu, który nie był trusią, jego babci i wilku (Krajowa Agencja Wydawnicza 1978)

## Opracowania
- Juliusz Mieroszewski, Materiały do refleksji i zadumy (Wydawnictwo II obiegu; Warszawa, Wydawnictwo CDN 1982. Przedruk fragmentów z tomów: Modele i praktyka, Instytut Literacki, Paryż 1970 oraz Materiały do refleksji i zadumy, Instytut Literacki, Paryż 1976; redaktorka tomu)
- Ślepota (Wydawnictwo II obiegu; Warszawa, Wyd. CDN 1982; oprac. pod ps. „M. Radecka”)
- Zakazane piosenki (Wydawnictwo II obiegu; wyd. 1 i 2: Warszawa, Wyd. CDN 1982; Wybór i oprac., pod ps. „M. Radecka”)
- Kawał Polski (Wydawnictwo II obiegu; Warszawa, Wyd. CDN 1983; Wybór i opracowanie pod ps. „M. Radecka”)
- Ile śmierci … XVII LO (Wydawnictwo II obiegu; Warszawa, Spółka Wydawnicza „X” 1984; oprac. pod ps. „M. Radecka”)